# Maria Teresa Grau
Maria Teresa Grau (Barcelona, 1926) és una jugadora de tennis de taula catalana.
Juntament amb la seva germana Montserrat, competí amb el Tennis Sant Gervasi, amb el qual aconseguí dos Campionats de Catalunya per equips (1949 i 1950) i un d'Espanya (1949). Posteriorment, jugà amb el Club Ariel amb el qual guanyà dos Campionats d'Espanya (1953 i 1954). A nivell individual, es proclamà campiona de Catalunya (1947) i d'Espanya (1953), així com fou campiona de Catalunya en dobles (1950).